# Opposites
Opposites ist das sechste Studioalbum der britischen Alternative-Rock-Band Biffy Clyro, welches am 28. Januar 2013 erschien. Das Album ist ein Doppelalbum mit 20 Liedern, ist jedoch auch als eine gekürzte Version mit 14 Liedern erhältlich. Ursprünglich wurden zwei separate Alben The Land at the End of Our Toes und The Sand and the Core of Our Bones angekündigt.

## Hintergrund
Nach Beenden der Touren zu Only Revolutions entfremdete sich die Band zunehmend, zudem geriet Schlagzeuger Ben Johnston in ein zunehmendes Alkoholproblem und Simon Neil kiffte nach eigenen Angaben zu viel. Die Bandexistenz war zwischendurch bedroht, jedoch brachte das gemeinsame Komponieren die Mitglieder wieder zusammen.
Opposites erschien mehr als drei Jahre nach dem Vorgänger Only Revolutions, was die längste Pause zwischen zwei Alben von Biffy Clyro darstellt. In dieser Zeit tourte Biffy Clyro sehr viel. Sie begannen im Frühling 2010 an Lieder zu schreiben. Im März 2011 sagte Sänger und Gitarrist Simon Neil, dass 15 oder 16 Lieder für das Album fertig seien und Biffy Clyro ins Studio gehen würden, sobald sie mit Touren fertig sind.
Im Mai 2012 kündigte NME zwei neue Alben von Biffy Clyro, The Land at the End of Our Toes und The Sand at the Core of Our Bones, an. Einen Monat später wurde berichtet, dass die Band ihre Meinung geändert habe und ein Doppelalbum veröffentlichen wollen. Der Titel des Doppelalbums wurde in Zane Lowe’s show im BBC Radio 1 vorgestellt. Am 18. September wurde auf der Website von Biffy Clyro die Titelliste veröffentlicht und die Veröffentlichung für Januar angesetzt. Im Interview mit der Zeitschrift Q erklärte die Band, dass sie bis Ende 2011 45 Lieder geschrieben hatten und dadurch das Gefühl hatten, dass es notwendig war ein Doppelalbum zu veröffentlichen. Später betonten sie aber auch, dass es keinen Füllsong auf dem Album gäbe und man es von Anfang bis Ende genießen könne.
Die Hauptaufnahmezeit von Opposites begann Anfang 2012 und dauerte fünf Monate. Produzent war Garth Richardson, der auch schon die beiden Vorgängeralben Puzzles und Only Revolutions mixte. Als Co-Produzent fungierte Biffy Clyro selbst. Aufgenommen wurde in The Village Studios in Los Angeles. Für die Chorgesänge und Orchesterarrangements auf dem Album war David Campbell zuständig. Die Keyboard-Teile in den Liedern wurden von Jamie Muhoberac gespielt. Mike Vennart von British Theatre spielte eine zusätzliche Gitarre ein, Eric Rigler den Dudelsack.
In den Liedern Opposite und Accident Without Emergency ist Ben Bridwell von Band of Horses als Gastsänger zu hören.

## Konzept
Sänger und Gitarrist Simon Neil beschrieb das Konzept von Opposites folgendermaßen:

“Each album is the exact opposite vibe to the other lyrically. […] One’s about putting things in the worst possible way and thinking you’re getting yourself into a hole. The other looks at things more positively”

„Jedes Album besitzt textlich die exakt entgegengesetzte Stimmung zum anderen. […] Das eine ist über Dinge in eine möglichst schlechte Situation zu stecken und dich selbst in ein Loch zu denken. Das andere sieht Dinge positiver.“

Bassist James Johnston beschrieb das Konzept in einem Interview mit rockyourlife.fr:

The Sand … is about past and things that brought you to that point, the difficult things in your life, the things you can’t change, the things which are difficult. And The Land … is about what comes next and your hopes and fears about the future, how you can make things better and bring things together in order to move forward

„The Sand … ist über Vergangenheit und Dinge, die dich an diesen Punkt gebracht haben, die komplizierten Dinge in deinem Leben, die Dinge, die du nicht ändern kannst, die Dinge, die kompliziert sind. Und The Land … ist darüber, was als nächstes kommt und deine Hoffnungen und Ängste vor der Zukunft, wie du Dinge besser machen kannst und zusammen in Ordnung bringen kannst, um vorwärts zu gehen.“

Biffy Clyro selbst behaupteten, dass das Album sehr vielfältig sei. Zudem sind auch sehr viele Instrumente zu hören. Unter anderem sind ein Dudelsack, ein Kazoo, Stepptanz, eine Kirchenorgel und Glocken zu hören. Es sind aber auch die beiden Lieder Pocket und Skylight auf dem Album, die schon vor dem Vorgänger Only Revolutions geschrieben wurden.
Musikalisch ist nach Angaben der Band die erste Albumhälfte eher an der Popmusik angelehnt, während die zweite abenteuerlustiger ist. Nach der deutschen Musikzeitschrift Visions sei dieses Konzept aber weniger strikt verfolgt worden.

## Covergestaltung
Das Cover von Opposites wurde von Storm Thorgerson entworfen, der als einer der bedeutendsten Designer für Rockalben der Geschichte gilt und auch schon für die letzten beiden Alben von Biffy Clyro die Cover entwarf. Opposites war dessen letzte Arbeit, bevor er 2013 an Krebs verstarb. Für die Veröffentlichung des Covers rief die Band ihre Fans auf, unter dem Hashtag #biffyopposites zu twittern. Nach 9000 Tweets in 12 Stunden wurde das Cover am 19. Oktober 2012 auf der Website von Biffy Clyro veröffentlicht. Das Cover soll den ältesten Baum der Welt in Chile darstellen. Simon Neil erklärte den Zusammenhang zur Band folgendermaßen:

“I loved the original image of the tree, and I got thinking about how strong the roots must be, and how strong my band is – how we can deal with anything, because we have each other”

„Ich liebe das Originalbild von dem Baum und habe überlegt, wie stark die Wurzeln sein müssen und wie stark meine Band ist – wie wir mit allem umgehen können, weil wir einander haben“

## Titelliste
Alle Lieder wurden von Simon Neil geschrieben.

### Doppel-Edition
1. Teil: The Sand at the Core of Our Bones
1. Different People – 5:11
2. Black Chandelier – 4:04
3. Sounds Like Balloons – 3:46
4. Opposite – 3:55
5. The Joke’s on Us – 3:34
6. Biblical – 3:29
7. A Girl and His Cat – 3:29
8. The Fog – 4:41
9. Little Hospitals – 3:32
10. The Thaw – 3:42
11. The Sand at the Core of Our Bones – 1:47 (Instrumental, iTunes-Bonuslied)

2. Teil: The Land at the End of Our Toes
1. Stingin' Belle – 4:25
2. Modern Magic Formula – 3:54
3. Spanish Radio – 3:51
4. Victory Over the Sun  – 3:59
5. Pocket – 3:06
6. Trumpet or Tap – 3:56
7. Skylight – 3:44
8. Accident Without Emergency – 4:52
9. Woo Woo – 2:18
10. Picture a Knife Fight – 3:53
11. The Land at the End of Our Toes – 2:16 (Instrumental, iTunes-Bonuslied)[15]

### Single Edition
1. Different People – 5:08
2. Black Chandelier – 4:04
3. Sounds Like Balloons – 3:45
4. Opposite – 3:55
5. The Joke’s on Us – 3:33
6. Spanish Radio – 3:51
7. Victory Over the Sun – 3:59
8. Biblical – 3:57
9. Stingin' Belle – 4:25
10. Skylight – 3:44
11. Trumpet or Tap – 3:56
12. Modern Magic Formula – 3:54
13. The Thaw – 3:42
14. Picture a Knife Fight – 3:53
15. Pocket (Acoustic) [Bonus Track] – 3:02

## Lieder
Das erste der Öffentlichkeit vorgestellte Lied von Opposites war The Joke’s on Us, welches am 3. Juli 2011 in Milton Keynes auf einem der letzten Konzerte vor Beginn der Studioarbeit gespielt wurde. Auch andere Lieder, darunter Stingin' Belle, Sounds Like Balloons, Modern Magic Formula, Victory Over the Sun, Black Chandelier und Opposite, wurden schon vor der Veröffentlichung von Opposites live gespielt.
Am 31. Juli 2012 wurde als erstes Lied des Albums Stingin' Belle als Studioversion veröffentlicht, es lief im BBC Radio 1. Online war der Song zusammen mit Videos von Live-Auftritten sowie Studioaufnahmen in Los Angeles verfügbar. Obwohl das Lied als Single diskutiert wurde, war es schlussendlich nur digital erhältlich.

### Singles
Das Lied Black Chandelier wurde am 19. November 2012 über BBC Radio 1 und YouTube erstmals vorgestellt, die Veröffentlichung als Single folgte am 14. Januar 2013. Das dazugehörige Video erschien am 11. Dezember.
Die Single Biblical wurde in Zane Lowe’s Show im BBC Radio 1 in Großbritannien und von Gary Cool’s Rock Dimension in Südafrika vorgestellt, die Singleveröffentlichung folgte am 29. März 2013.
In einem über YouTube veröffentlichten Teaser wurde ein Video für das Lied Opposite angekündigt und das Artwork für die Single vorgestellt. Das Video erschien am 15. Mai 2013, die Single am 24. Juni.
Am 13. Dezember 2012 twitterte der Schauspieler Ev Salomon, dass der Videodreh zu Victory Over the Sun fertig sei. Das Lied wurde am 8. September 2013 als vierte und letzte Single veröffentlicht.

## Rezeption
Opposites wurde überwiegend positiv bewertet. So errechnete Metacritic auf Basis von 16 Kritiken eine durchschnittliche Bewertung von 68 von 100 möglichen Punkten, was „generally favorable reviews“ (dt.: meist positive Kritiken). Gelobt wurde unter anderem das kreative und dennoch solide Songwriting und die sichere musikalische Umsetzung. Kritisiert wurde die Länge des Albums, welches nach Ansichten mancher Magazine mehrere Füllsongs enthält, sowie die im Vergleich zu Vorgängeralben langweiligeren Lieder. Es wurde Album des Monats Februar 2013 in der deutschen Musikzeitschrift Visions. In der Jahresendliste des Magazins konnte Opposites sich auf Platz 2 der Leser sowie Platz 4 der Redakteure platzieren.

### Chartpositionen
Opposites konnte sich als erstes Album von Biffy Clyro auf Platz 1 der britischen Charts platzieren. In Deutschland landete das Album auf Platz 5, in Österreich auf 12 und in der Schweiz auf 2. In den Vereinigten Staaten schaffte es das Album nicht in die Billboard Charts. Die Singles konnten sich nur in den britischen Charts platzieren, Victory Over the Sun auch dort nicht.
Album

| Jahr | Titel     | Höchstplatzierung, Gesamtwochen, AuszeichnungChartplatzierungen (Jahr, Titel, Platzierungen, Wochen, Auszeichnungen, Anmerkungen) | Höchstplatzierung, Gesamtwochen, AuszeichnungChartplatzierungen (Jahr, Titel, Platzierungen, Wochen, Auszeichnungen, Anmerkungen) | Höchstplatzierung, Gesamtwochen, AuszeichnungChartplatzierungen (Jahr, Titel, Platzierungen, Wochen, Auszeichnungen, Anmerkungen) | Höchstplatzierung, Gesamtwochen, AuszeichnungChartplatzierungen (Jahr, Titel, Platzierungen, Wochen, Auszeichnungen, Anmerkungen) | Anmerkungen                           |
| Jahr | Titel     | DE | AT | CH | UK | Anmerkungen                           |
| ---- | --------- | --- | --- | --- | --- | ------------------------------------- |
| 2013 | Opposites | DE5 Gold · (12 Wo.)DE | AT12 (3 Wo.)AT | CH2 (16 Wo.)CH | UK1 Gold · (41 Wo.)UK | Erstveröffentlichung: 28. Januar 2013 |

Singles

| Jahr | Titel Album                | Höchstplatzierung, Gesamtwochen, AuszeichnungChartsChartplatzierungen (Jahr, Titel, Album, Platzierungen, Wochen, Auszeichnungen, Anmerkungen) | Anmerkungen                           |
| Jahr | Titel Album                | UK | Anmerkungen                           |
| ---- | -------------------------- | --- | ------------------------------------- |
| 2013 | Black Chandelier Opposites | UK14 (5 Wo.)UK | Erstveröffentlichung: 14. Januar 2013 |
| 2013 | Biblical Opposites         | UK70 (4 Wo.)UK | Erstveröffentlichung: 29. März 2013   |
| 2013 | Opposite Opposites         | UK49 (2 Wo.)UK | Erstveröffentlichung: 24. Juni 2013   |